# Spencer Breslin
Spencer Breslin, ameriški filmski in televizijski igralec ter glasbenik, *18. maj 1992, New York City, New York, Združene države Amerike.

## Zgodnje in zasebno življenje
Spencer Breslin se je rodil 18. maja 1992 v New York Cityju, New York, Združene države Amerike, kot sin Kim in Michaela Breslina. Njegova mama je menedžerka njega in njegove mlajše sestre, njegov oče pa je računalniški programer. Ima starejšega brata Ryana (roj. 1985) in mlajšo sestro Abigail Breslin (roj. 1996), ki je tudi igralka. Trenutno z družino živi v New Yorku, za snemanja filmov in televizijskih serij pa potuje v Los Angeles.

## Kariera

### Igralska kariera
Spencer Breslin je s svojo igralsko kariero začel pri sedmih letih, leta 1999 v filmu Stephen King: Storm Of The Century, nadaljeval pa jo je leta 2000 v filmih The Ultimate Christmas Present, Njeni tastari in Mulc.
Leta 2002 se je pojavil v filmih Vrnitev Petra Pana in Božiček 2, leta 2003 v filmih You Wish! in Maček v klobuku, leta 2004 pa v filmih Princeskin dnevnik 2: Kraljevska zaroka, Helenca na prevzgoji in Ozzie ter televizijski seriji Wonderfalls. Leta 2005 je igral v filmu Link Goes to New York, leta 2006 v filmih Pasje življenje, Božiček 3 in Vrnitev kapitana Zooma, leta 2008 pa v filmih Dogodek in Harold. Leta 2009 je sledil film Dear Eleanor in televizijska serija Kosti.

### Glasbena kariera
S svojo glasbeno kariero je Spencer Breslin začel v poletju leta 2007, ko je nastopal s skupino The Dregs, katerega člana sta tudi njegov soigralec iz filma Harold, Evan Daves, in glasbenik Paul DeMasi.

## Filmografija
- Bones (2009) - Clinton Gilmore
- Dear Eleanor (2009)
- Harold (2008) - Harold
- Dogodek (2008) - Josh
- Vrnitev kapitana Zooma (2006) - Tucker Williams / Mega-fant
- Božiček 3 (2006) - Curtis
- Pasje življenje (2006) - Josh Douglas
- Link Goes to New York (2005) (glas)
- Ozzie (2004)
- Helenca na prevzgoji (2004) - Henry Davis
- Princeskin dnevnik 2: Kraljevska zaroka (2004) - Princ Jacques
- Wonderfalls (2004) - Peter Johnson v epizodi »Lovesick A**«
- Maček v klobuku (2003) - Conrad
- You Wish! (2003) - Stevie Lansing / Terrence Russell McCormack
- Vrnitev Petra Pana (2002) - Cubby (glas)
- Božiček 2 (2002) - Curtis
- Mulc (2000) - Rusty Duritz
- Njeni tastari (2000) - Majhen fantek
- The Ultimate Christmas Present (2000) - Joey Thompson
- Stephen King: Storm Of The Century (1999) - Fantek